# Педурень (Кінтень, Клуж)
Педурень, Педурені (рум. Pădureni) — село у повіті Клуж в Румунії. Входить до складу комуни Кінтень.
Село розташоване на відстані 333 км на північний захід від Бухареста, 10 км на північ від Клуж-Напоки.

## Населення
За даними перепису населення 2002 року у селі проживали 88 осіб, з них 87 осіб (98,9%) румунів. Усі жителі села рідною мовою назвали румунську.